# Quéreux
Un quéreux (parfois orthographié quereu ou quaireu), est une forme d'habitat traditionnel propre aux provinces du centre-ouest et du sud-ouest de la France (essentiellement Saintonge, Aunis, Poitou, Angoumois). Dans le Berry, ce type d'habitat porte le nom de quéru ou carroué et en Auvergne, de queiriau. 
Trouvant ses origines au Moyen Âge, bien que nombre de ces constructions soient plus récentes, il dérive du mot latin quadrum (carré). Il se compose de plusieurs maisons rassemblées autour d'une cour ouverte, espace réputé commun où est généralement présent un puits, dont l'eau était partagée entre les habitants, souvent aussi un timbre (petit lavoir) où on venait faire la bujhée (la lessive). À l'origine, quéreux ne désigne que la cour. Désormais, par extension, on entend généralement par quéreux l'ensemble formé par la cour et les habitations[citation nécessaire]. 
Cet espace de vie plus intime se trouve en marge des rues principales, et forme des placettes où les habitants venaient autrefois discuter des affaires du village ou encore faire paître leurs animaux (brebis, cochons, chèvres). On trouve encore nombre de ces petits ensembles immobiliers dans les départements de la Charente et de la Charente-Maritime, de la Vienne ou de la Vendée. 
Ils sont bien lisibles dans la trame urbaine de la presqu'île d'Arvert (Arvert, Étaules, Saujon,), des îles d'Oléron et de Ré (Le Château-d'Oléron, Le Grand-Village-Plage, Saint-Georges-d'Oléron), du pays d'Aunis (Vandré, Lagord, Andilly) ou en Saintonge centrale (Bignay, Grandjean, Asnières-la-Giraud) — cette liste étant naturellement non exhaustive, et sont communs dans nombre de communes rurales, et notamment dans les hameaux.
Le quéreux ne doit pas être confondu avec le canton, espace public autrefois commun à tous les habitants du village, qui venaient y faire paître leurs animaux, ou avec l’aisine, petite cour située à l'écart d'une habitation servant généralement de basse-cour.
Nombre de places de quéreux sont devenus propriété communale après la révision cadastrale de 1958 ; les autres forment des parcelles privées, soumises toutefois à des servitudes (au minimum droit de passage, voire de stationnement ou de stockage).